# Spirometri
Spirometri betyder ordagrant att mäta andningen. Vanligen används benämningen synonymt med vad som på engelska kallas "maximum expiratory flow-volume maneuver/curve", vilket är en lungfunktionsundersökning som utförs dynamiskt, det vill säga med kraft eller rörelse. Mätningen går ut på att först fylla lungorna maximalt och sedan registrera utandningsflödet när man försöker tömma lungorna så snabbt och mycket man kan. Ibland registreras även det forcerade inandningsflödet från maximalt tömda lungor upp från max fyllda igen, men denna mätning har ingen betydelse vid de stora folksjukdomarna astma och kroniskt obstruktiv lungsjukdom (KOL). Spirometri kan idag utföras med utrustning för bara ett par hundralappar och finns att tillgå på de flesta vårdcentraler.
Eftersom mätningen, som för tydlighetens skull också kallas "dynamisk spirometri", utförs med maximal kraft så speglar den i första hand hur snabbt man kan tömma lungorna. Detta beror i sin tur snarare på luftvägarnas dimensioner än lungvolymen. Eftersom astma och KOL är sjukdomar som båda innebär trånga luftvägar så har spirometrin sin största betydelse för dessa folksjukdomar.  
En flöde-volym-kurva presenteras vanligen i ett diagram med volym (i liter) på x-axeln och flödet (i liter/sekund) på y-axeln.

## Fördelar
En spirometriundersökning är ofarlig, billig och går snabbt att genomföra - den tar inte längre tid än att ta ett korrekt viloblodtryck. Den tekniska utvecklingen gör att små spirometrar som kopplas till smarta telefoner redan har funnits på marknaden i ett par år. En annan fördel är, som nämnts ovan, att de är viktiga vid våra två största lungsjukdomar astma och KOL.

## Begränsningar
Lungornas maximala volym delas in i fyra huvudvolymer: Volymen på viloandetagen (tidalvolymen), volymen vi kan andas in efter vi andats in ett vanligt viloandetag (den inspiratoriska reservvolymen), volymen vi kan andas ut efter en vanlig vilo-utandning (den expiratoriska reservvolymen) och till sist, den volym som finns kvar i lungorna när vi försökt andas ut allt vi kan (residualvolymen). Dessa fyra volymer utgör tillsammans den totala lungkapaciteten, eller den volym lungorna kan innehålla som mest. I och med att spirometern bara kan mäta utandad och inandad volym, så kan den inte mäta residualvolymen. Exempelvis kan inte den funktionella residualkapaciteten (mängden luft som finns i lungorna vid vanlig viloandning) mätas eftersom den omfattar residualvolymen. Här finns det även en Influensstorhet, det vill säga en felkälla, eftersom den kalla luften som andas in expenaderar i lungorna innan den andas ut så den inandade luftens volym skiljer sig mot den utandade.
Med vanlig spirometri kan man alltså inte mäta följande:
- Den totala lungkapaciteten, TLC, vilket är den volym lungan kan innehålla som mest, det vill säga efter maximal inandning.
- Residualvolymen, RV, det vill säga den volym luft som är kvar i lungorna efter full utandning.[2]
- Den funktionella residualkapaciteten (FRC), den mängd luft som finns kvar i lungorna efter en normal utandning.[3]

De engelska förkortningarna används även i svenska texter 
Det kan tilläggas att man kan mäta mängden luft kvar i lungorna efter maximal utandning. Vanligen görs detta med hjälp av en så kallad helkroppsplethysmograf.

## Mätvärden
FEV1

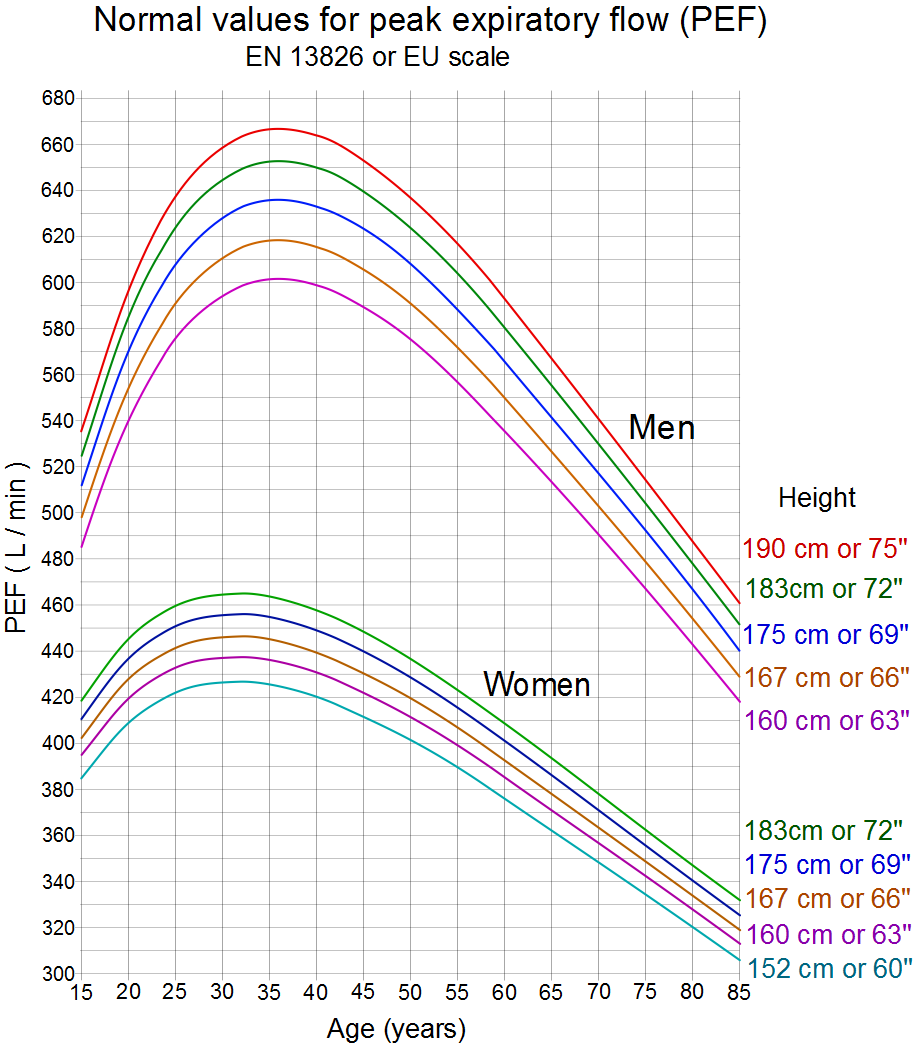
Normala värden för peak expiratory flow (PEF), enligt EU-skala.

Forced Expiratory Volume eller forcerad expiratorisk (=utandnings)volym efter en sekund. Ett mått på hur mycket patienten kan andas ut under den första sekunden efter full inandning, därav ettan. Höga värden beror på en kombination av generellt stora lungor och vida luftvägar. Ett FEV1-värde på 4 liter innebär att den genomsnittliga flödeshastigheten den första sekunden av utandningen var 4 liter/sekund - och måttet är att betrakta som ett flödesmått snarare än en volym. 
FVC
Forced vital capacity eller forcerad vitalkapacitet (FVC) är enkelt förklarat den volym som du som mest kan fylla en plastpåse med när du tar i allt vad du kan. Det är alltså skillnaden mellan den totala lungkapaciteten och residualvolymen vid en forcerad manöver. I flöde/volym-diagrammet motsvaras FVC av bredden på flödesvolymkurvan (avläst på x-axeln).
Kvoten mellan FEV1 och FVC
För att värdera luftvägarnas dimensioner i förhållande till lungstorleken brukar man korrigera FEV1 för lungstorlek. Man gör detta genom att dividera FEV1 med FVC, vilket ger "flödet per liter lunga", eller mer korrekt "...per liter vitalkapacitet". Denna kvot, även kallad Tiffeneau index, beskriver alltså luftvägarnas dimensioner i förhållande till lungvolymen. Normalt sett kan man andas ut 3/4-delar av andetaget första sekunden och FEV1/FVC-kvoten är hos friska alltså runt 0,75 (något högre för unga, lägre hos äldre). En kvot på < 0,7 talar för obstruktivitet, det vill säga trånga luftrör, åtminstone om man inte är alltför gammal. Man kan då misstänka någon form av obstruktiv lungsjukdom, till exempel KOL.
PEF
Peak Expiratory Flow är det högsta uppmätta flödet vid en dynamisk spirometri, det vill säga värdet för toppen av flödevolymkurvan avläst på y-axeln. PEF har tidigare varit ett mycket populärt mått i och med att det kan mätas helt mekaniskt. Eftersom elektroniska spirometrar numera är mycket billiga saknar måttet större betydelse.  
VC
Vital Capacity eller vitalkapaciteten är den största volym man kan andas ut i ett andetag efter en maximal inandning eller den största volym man kan andas in efter en maximal utandning. Detta är i praktiken samma mått som FVC, med skillnaden att VC mäts under en långsam manöver. 

## Tolkning av mätvärden

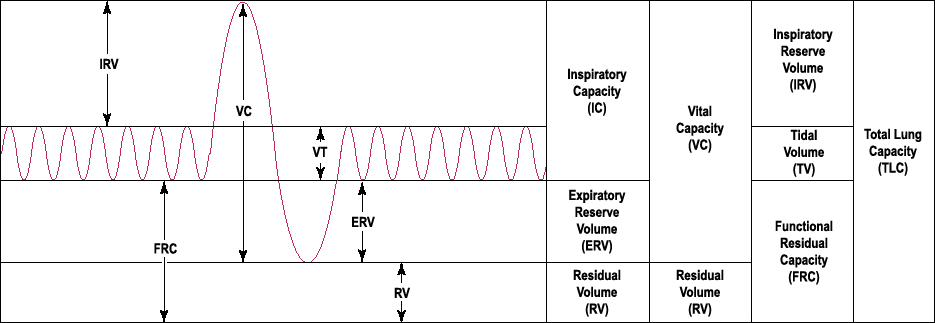
Grafisk representation av de olika lungvolymerna.

Normalt blåser man ut 75-80% av sin vitalkapacitet under första sekunden. Personer med astma och KOL (kroniskt obstruktiv lungsjukdom) blåser ut långsammare. Obstruktiv lungfunktionsnedsättning definieras som låg FEV1 i relation till VC eller FVC,(kvoten FEV1/VC). Detta är alltså mätbart med spirometri. Restriktiv lungfunktionsnedsättning definieras av låg TLC, vilket således inte kan detekteras (upptäckas) med hjälp av spirometri. Eftersom residualvolymen är en mindre del av den totala lungkapaciteten är det dock så att ett FVC-värde runt 100 % av förväntat (med hänsyn tagen till patientens ålder, längd och kön) i praktiken utesluter restriktivitet, eftersom då hela RV behöver "försvinna" för att TLC skall sjunka under den nedre normalgränsen som normalt sätts till 80 % av förväntat värde (jämför med grafen till höger). 
Låg vitalkapacitet kan bero på två saker; restriktiv eller obstruktiv lungfunktionsnedsättning. Vid restriktiv lungfunktionsnedsättning har patienten låg TLC, och vid obstruktiv lungfunktionsnedsättning har patienten hög RV på grund av luftvägsavstängning, det vill säga att man har svårt att andas ut. Låg vitalkapacitet ger alltså ingen indikation på bakomliggande patologisk process.
Spirometri används som hjälp vid diagnos och uppföljning av lungsjukdomar som astma, KOL, lungfibros, cystisk fibros, sensorisk hyperreaktivitet samt andra sjukdomar med lungpåverkan. Det är även ett viktigt screeningverktyg och ingår som en del i vissa lagstadgade medicinska kontroller. 